# پدرو کوردرو (بازیکن فوتبال)
پدرو کوردرو (انگلیسی: Pedro Cordero؛ زادهٔ ۱۷ اوت ۱۹۶۸) بازیکن فوتبال اهل اسپانیا است.
از باشگاه‌هایی که در آن بازی کرده‌است می‌توان به باشگاه فوتبال رئال مورسیا اشاره کرد.